# Georg Henke
Georg Erich Henke (* 9. April 1908 in Charlottenburg; † 8. Dezember 1986 in Berlin) war ein deutscher Kommunist, Widerstandskämpfer gegen den Nationalsozialismus und Diplomat der Deutschen Demokratischen Republik (DDR).

## Leben
Der Exportkaufmann trat 1928 dem Zentralverband der Angestellten bei und wurde Lehrer und gleichzeitig Leiter der Arbeitsgemeinschaft Ökonomie der Marxistischen Arbeiterschule (MASCH). 1931 trat er der Kommunistischen Partei Deutschlands (KPD) bei. Von 1933 bis 1935 war er illegal in Deutschland für die KPD-Bezirksleitung Berlin und den illegalen Pressedienst tätig. Danach ging Henke ins tschechoslowakische Exil. 1935 bis 1937 war er Kursant an der Internationalen Lenin-Schule in Moskau und im März 1938 ging er über Frankreich nach Spanien, wo er der XI. Internationalen Brigade angehörte. Später übte Henke, illegal nach Schweden eingewandert, Instrukteurstätigkeiten bei der KPD-Auslandsleitung aus, die sich in Stockholm befand. Er verfasste dort unter anderem Artikel für die von Jakob Rosner geleitete Komintern-Zeitschrift „Die Welt“, meist unter dem Pseudonym „Erna Schmitz“, und unternahm mehrere illegale Reisen ins Deutsche Reich. 1942 wurde er von der schwedischen Polizei verhaftet. Nach seiner Entlassung arbeitete er in Uppsala im Freien Deutschen Kulturbund mit, später war er in Stockholm Mitarbeiter der Zeitschrift „Politische Information“.
Nach dem Krieg kehrte Henke 1946 nach Deutschland, in die Sowjetische Besatzungszone zurück. Von 1946 bis 1950 war er Chefredakteur der Wochenzeitschrift „Die Wirtschaft“, von 1950 bis 1951 Handelsrat an der Botschaft in Moskau, danach bis 1955 Stellvertretender Leiter der DDR-Vertretung beim Rat für gegenseitige Wirtschaftshilfe, ebenfalls in Moskau. Am 6. Mai 1955 wurde Henke der vaterländische Verdienstorden in Silber verliehen. Von 1956 bis 1958 arbeitete er als Stellvertretender Vorsitzender der Staatlichen Plankommission (SPK) und war von 1958 bis 1964 Leiter der Hauptabteilung für internationale ökonomische Beziehungen bei der SPK bzw. 1961 Leiter der SPK-Vertretung in Moskau. 1964 wurde er Leiter der Abteilung Wirtschaftspolitik im Ministerium für Auswärtige Angelegenheiten und war von 1968 bis 1972 Botschafter der DDR in der Demokratischen Volksrepublik Korea.
Seine Urne wurde auf dem Zentralfriedhof Berlin-Friedrichsfelde in der Gräberanlage für Opfer des Faschismus und Verfolgte des Naziregimes beigesetzt.

## Rezeption
In Peter Weiss’ Roman Die Ästhetik des Widerstands tritt Georg Henke als Nebenfigur auf. Weiss interviewte Henke am 20. Oktober 1972 und verwertete die Gesprächsergebnisse für den zweiten und dritten Band seines Romans.